# Mason Bennett
Mason Kane Bennett, né le 15 juillet 1996 à Langwith, dans le Derbyshire, est un footballeur anglais qui évolue au poste d'attaquant.

## Biographie

### Carrière en club
Le 22 octobre 2011, à l'âge de 15 ans et 99 jours, Bennett fait ses débuts professionnels pour Derby County, en Championship (2e division), ce qui constitue un record de précocité pour Derby County.
Le 13 mars 2014, il est prêté à Chesterfield, en League Two (4e division).
Le 12 août 2014, il est prêté à Bradford City, club de League One (3e division).
Le 15 janvier 2016, il est prêté à Burton Albion.
Le 31 janvier 2018, il est prêté à Notts County jusqu'au 31 mai de la même année.
Le 30 janvier 2020, il est prêté à Millwall.
Le 28 août 2020, il rejoint Millwall.
Le 30 juin 2023, il rejoint Burton Albion.

## Palmarès
Burton Albion
- Vice-champion de League One en 2016